# Thomas Francis Johnson
Thomas Francis Johnson (ur. 26 czerwca 1909 w hrabstwie Worcester, zm. 1 lutego 1988 w Seaford) – amerykański polityk związany z Partią Demokratyczną. W latach 1959–1963 był przedstawicielem pierwszego okręgu wyborczego w stanie Maryland w Izbie Reprezentantów Stanów Zjednoczonych.